# Lyftingen
Der Lyftingen (norwegisch für Wikingerschiffsdeck) ist ein Berg im ostantarktischen Königin-Maud-Land. Er ragt unmittelbar südöstlich der Kjølrabbane nahe dem südwestlichen Ende des Ahlmannryggen auf.
Norwegische Kartografen, die den Hügel auch benannten, nahmen anhand von Luftaufnahmen und Vermessungen der Norwegisch-Britisch-Schwedischen Antarktisexpedition (1949–1952) eine Kartierung vor.